# St. Marie (Montana)
St. Marie is een plaats (census-designated place) in de Amerikaanse staat Montana, en valt bestuurlijk gezien onder Valley County.

## Demografie
Bij de volkstelling in 2000 werd het aantal inwoners vastgesteld op 183.

## Geografie
Volgens het United States Census Bureau beslaat de plaats een oppervlakte van
59,5 km², waarvan 59,2 km² land en 0,3 km² water.

## Plaatsen in de nabije omgeving
De onderstaande figuur toont nabijgelegen plaatsen in een straal van 56 km rond St. Marie.